# 霍兰·泰勒
霍兰·泰勒（英語：Holland Taylor，1943年1月14日—），女，美国演员。曾获得黄金时段艾美奖戏剧类电视系列剧最佳女配角。